# Anton Pohlmann
Anton Pohlmann (ur. 6 maja 1829 w Redach k. Lidzbarka Warmińskiego, zm. 31 października 1891 w Lidzbarku Warmińskim) – niemiecki teolog katolicki, deputowany Reichstagu, profesor w Królewskim Liceum Hosianum w Braniewie.

## Życiorys

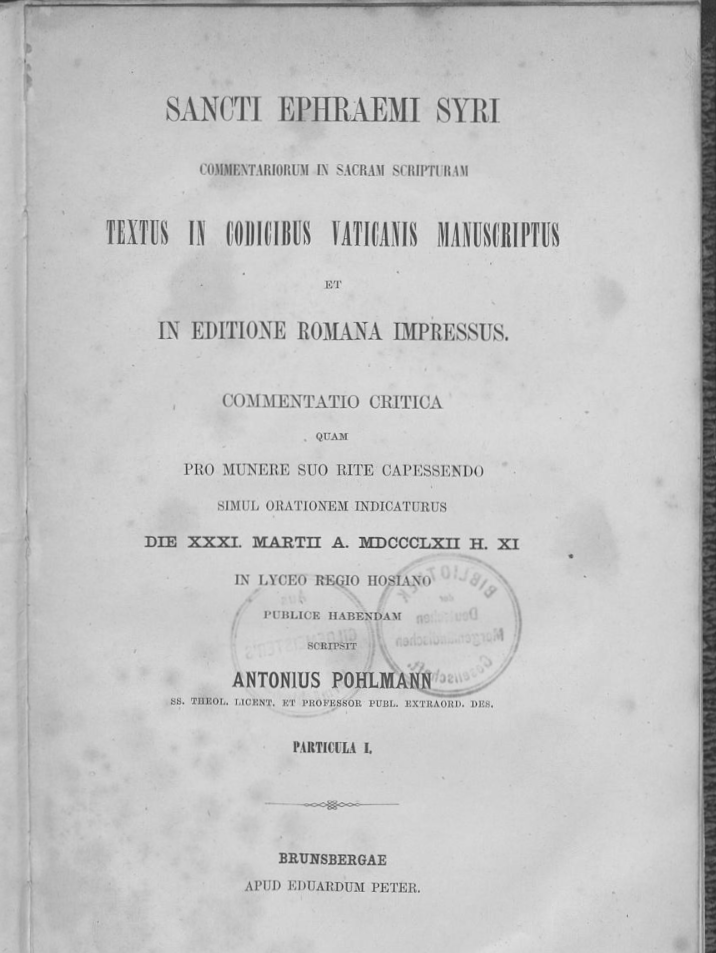
Sancti Ephraemi Syri..., Braniewo 1862

Anton Pohlmann urodził się w wiejskiej rodzinie. Rodzice posłali najbardziej uzdolnionego ze swoich synów, Antona, w wieku 11 lat do progimnazjum w Reszlu. Po ukończeniu progimnazjum w 1846,  przez kolejne 3 lata, do 1849, kształcił się w gimnazjum w Braniewie, a następnie ukończył tamże studia teologiczo-filozoficzne w seminarium duchownym. 21 maja 1853 otrzymał święcenia kapłańskie. Zaraz po nich został skierowany jako neoprezbiter do parafii w Długoborze, gdzie proboszczem był w tym czasie ks. Eduard Bornowski. Anton już w grudniu 1853 rozpoczął studia na Uniwersytecie Wrocławskim. 6 listopada 1862 roku uzyskał na Uniwersytecie w Münster stopień doktora teologii. Po obronie otrzymał roczny urlop, ażeby odbyć podróż w celach naukowych do Włoch. W 1869 roku został profesorem w Królewskim Liceum Hosianum w Braniewie oraz archiprezbiterem w Lidzbarku Warmińskim. W latach 1867–1870 był członkiem parlamentu Związku Północnoniemieckiego. W latach 1874–1881 był członkiem Reichstagu z okręgu 6. rejencji królewieckiej (Braniewo, Lidzbark Warmiński) z ramienia partii Centrum.
Jako oderwanie od ciężkiej pracy i posługi duszpasterskiej, traktował poezję i muzykę. Od młodych lat grał na flecie, później nauczył się również grać na pianinie, pisał wiersze.